# واباسو (فلوریدا)
واباسو (به انگلیسی: Wabasso) یک منطقهٔ مسکونی در ایالات متحده آمریکا است که در شهرستان ایندیان ریور، فلوریدا واقع شده‌است. واباسو ۶٫۳ کیلومتر مربع مساحت و ۶۰۹ نفر جمعیت دارد و ۴ متر بالاتر از سطح دریا واقع شده‌است.